# Friedrich Heunert

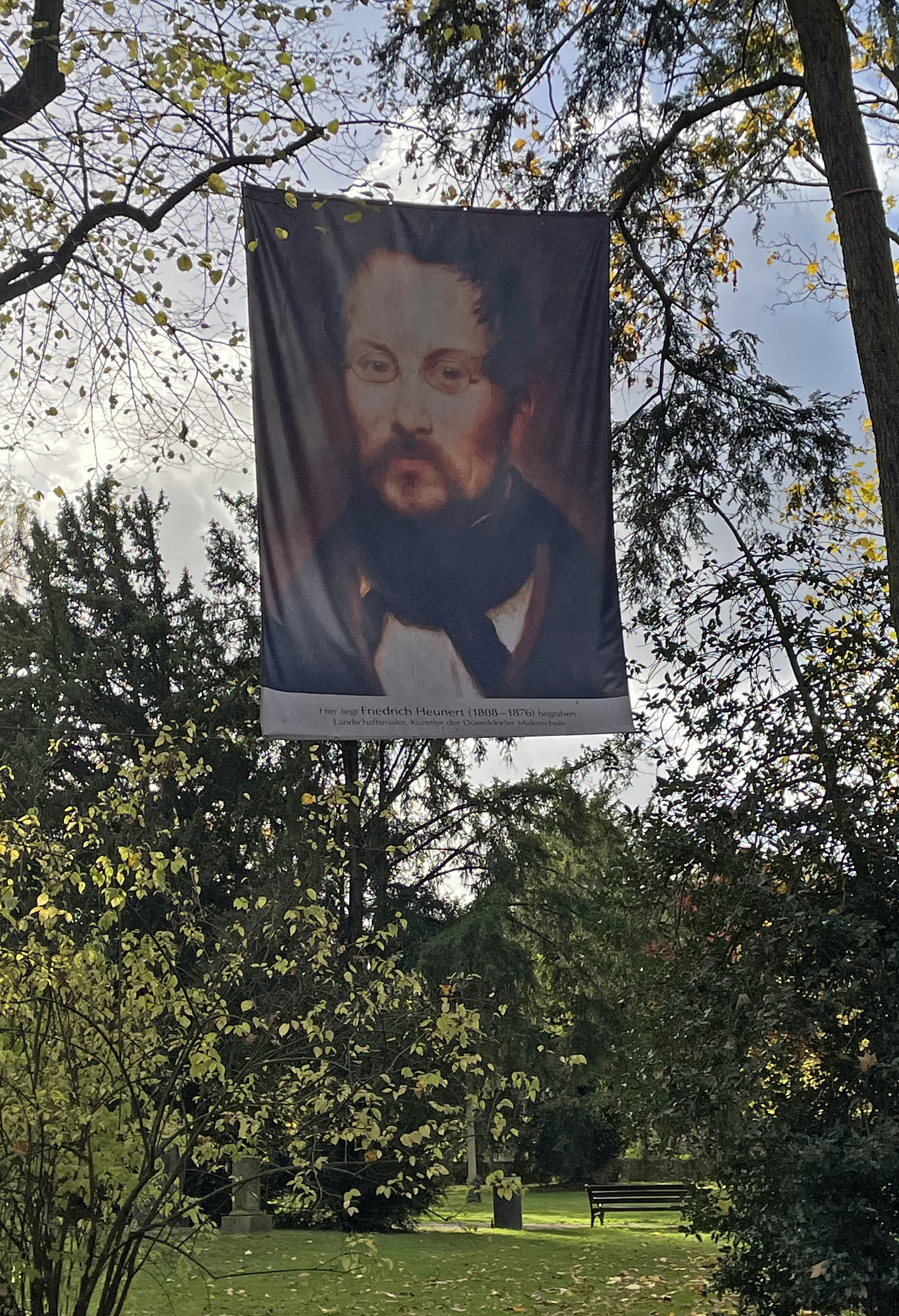
Wehendes Bild von Friedrich Heunert auf dem Golzheimer Friedhof (2024)

Friedrich Heunert (* 1808 in Soest; † 27. November 1876 in Düsseldorf) war ein deutscher Landschaftsmaler und Vertreter der Düsseldorfer Malerschule.

## Leben

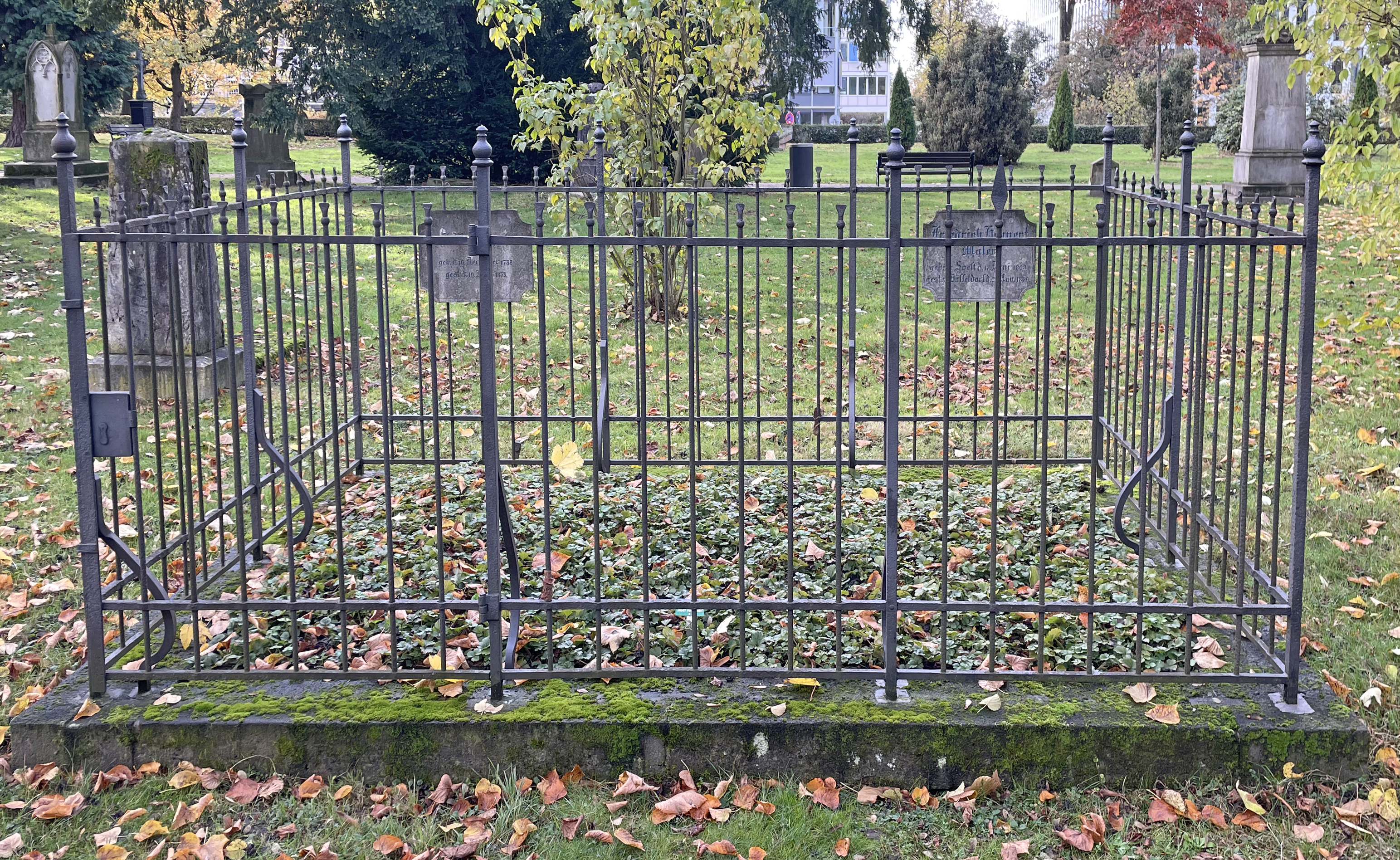
Umzäuntes Doppelgrab mit der Grabstätte von Friedrich Heunert, Golzheimer Friedhof (2024)

Friedrich Heunert wurde bereits in jungen Jahren an der Kunstakademie Düsseldorf, die von 1829 bis 1839 besuchte, unter Leitung von Johann Wilhelm Schirmer, in dessen Landschafterklasse er sich von 1830 bis 1838 aufhielt, zum Landschaftsmaler ausgebildet. 1844 war er Mitbegründer und danach langjähriges Vorstandsmitglied des Vereins der Düsseldorfer Künstler zur gegenseitigen Unterstützung und Hülfe. Bei dem ebenso von ihm im Jahr 1848 mitbegründeten Künstlerverein Malkasten, dessen Mitglied er 1848 bis 1854 und 1857 bis 1876 war, wirkte er längere Zeit als Kassenwart. 1860 gehörte er zu den Beauftragten des Vorstands in den Verhandlungen zum Erwerb des Jacobi’schen Gartens für den Verein. Anerkannt war er in Düsseldorf auch als Zeichen- und Mallehrer, unter anderem von der auf Schloss Eller lebenden Prinzessin Luise von Preußen, die einige seiner Bilder kopiert hat. Heunerts Tochter Adele heiratete 1877 den Maler Hermann Carl Hempel. Bestattet wurde Friedrich Heunert auf dem Golzheimer Friedhof in Düsseldorf; sein und seiner Familie Grabmal ist dort noch erhalten.

## Werke und Ausstellungen
Seine Gemälde und Aquarelle geben überwiegend Landschaften und Ortsansichten aus der unmittelbaren Düsseldorfer Umgebung, vom Mittelrheintal, aus Westfalen und dem Bergischen Land wieder. Fast immer sind seine sorgfältig ausgeführten Arbeiten von kleinem Format und in heiterer Tagesstimmung gemalt. Regelmäßig war er bei den großen Gemäldeausstellungen des Kunstvereins in Bremen vertreten, erstmals bei der dritten Ausstellung im Jahr 1843, letztmals in seinem Todesjahr bei der zwanzigsten großen Gemäldeausstellung. Außer bei Ausstellungen in Düsseldorf war er u. a. auch in Berlin (1832–1868), Breslau (1869), Königsberg, Leipzig und Lübeck (1850–1854) vertreten. 1833 erwarb der Düsseldorfer Kunstverein Heunerts Landschaft mit dem Turm, 1863 die Pendants Abend und Morgen, 1865 Partie aus der Umgebung von Düsseldorf jeweils zur Verlosung an die Vereinsmitglieder.
Eine Karikatur Heunerts, von Wilhelm Camphausen, sowie sein Porträt, gemalt von Carl Hübner (1850), befinden sich in der Sammlung des Künstlervereins Malkasten in Düsseldorf.

## Werk-Auswahl

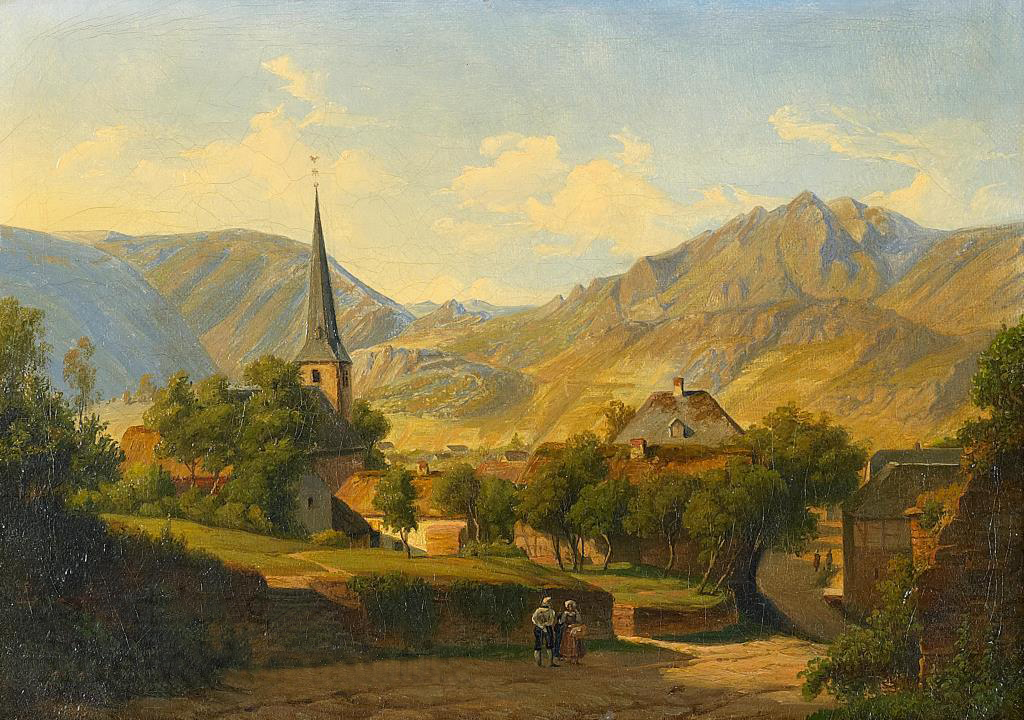
Mayschoß an der Ahr, um 1834

- Mayschoß an der Ahr, um 1830 (im Wallraf-Richartz-Museum, Köln)
- Landschaft mit Räubern, 1832 (ehemals Museum Königsberg; Verbleib unbekannt)
- Die alte Apollinariskapelle bei Remagen, 1834 (in der Sammlung RheinRomantik, Bonn)
- Die Kapelle von Gimmingen im Ahrtal, 1835 (1838 auf der Ausstellung der kgl. Akademie Berlin; Sammlung RheinRomantik, Bonn)
- Deutsche Landschaft / Das Lennetal bei Hohensyburg mit der Kirche von Elsey, um 1836/40 (Kunstmuseum Düsseldorf)
- Ansicht von Gerresheim (Basilika St.Margarete and Haus Quad), 1840 (Kunsthandel)
- Blumengarten im Park von Schloss Benrath, um 1840 (im Düsseldorfer Stadtmuseum)
- Haus Eller, Aquarell (im Düsseldorfer Stadtmuseum)
- Burg Rheinstein (eine Aquarellkopie des Bildes von Prinzessin Luise von Preußen befindet sich im Düsseldorfer Stadtmuseum)
- Lochmühle an der Ahr (bei Mayschoß), mehrere Bilder zwischen 1843 und 1863
- Partie aus dem Inntal bei Tirol (1862 vom Kunstverein Bremen erworben)
- Landschaft bei Erkrath (1867 ausgestellt beim Kunstverein für das Rheinland und Westfalen in Düsseldorf)
- Im Wiesental, 1869

Die beiden Gemälde Heunerts von Schloss Benrath und Schloss Eller wurden anlässlich der Bundesgartenschau 1987 in Düsseldorf von deren Veranstalter als zwei von fünf Motiven der Serie Parks und Gärten in Düsseldorf auf Kunsttellern aus Porzellan in einer Auflage von je 5000 Stück in Selb reproduziert.